# Muirpur Airport
Muirpur Airport är en flygplats i Indien.   Den ligger i delstaten Uttar Pradesh, i den centrala delen av landet, 800 km sydost om huvudstaden New Delhi. Muirpur Airport ligger 348 meter över havet.
Terrängen runt Muirpur Airport är platt. Runt Muirpur Airport är det ganska tätbefolkat, med 230 invånare per kvadratkilometer. Närmaste större samhälle är Renukūt, 10,2 km norr om Muirpur Airport. I omgivningarna runt Muirpur Airport växer huvudsakligen savannskog.